# Моринська сільська громада
Моринська сільська об'єднана територіальна громада — об'єднана територіальна громада в Україні, в Корсунь-Шевченківському районі Черкаської області. Адміністративний центр — село Моринці.
Площа громади — 98,05 км², населення — 1871 мешканець (2018).
Утворена 3 березня 2017 року шляхом об'єднання Виграївської, Моринської, Пішківської та Сотницької сільських рад Корсунь-Шевченківського району.

## Населені пункти
У складі громади 2 селища (Берлютине, Зелена Діброва) та 6 сіл: Виграїв, Моринці, Нехворощ, Пішки, Ситники, Сотники.